# بیچر (اجتماع)، ویسکانسین
بیچر (به انگلیسی: Beecher) یک منطقهٔ مسکونی در ایالات متحده آمریکا است که در Beecher واقع شده‌است. بیچر ۲۹۵٫۹۶ متر بالاتر از سطح دریا واقع شده‌است.